# Mashu Baker
Mashu Baker (em japonês:  ベイカー 茉秋, Beikā Mashū; Tóquio, 25 de setembro de 1994) é um judoca japonês da categoria até 90 quilos.
Obteve o terceiro lugar no Campeonato Mundial de 2015.
Nos Jogos Olímpicos de 2016 obteve a medalha de ouro ao vencer na luta final o georgiano Varlam Liparteliani.